# ویتوریو گلیویویچ
ویتوریو گلیویویچ (انگلیسی: Vittorio Gliubich؛ ۱۸ آوریل ۱۹۰۲ – ۱۹۸۴) اهل ایتالیا بود.
وی در مسابقات کشوری و بین‌المللی در مجموع برندهٔ ۱ مدال طلا، ۱ مدال برنز شده‌است.